# Горња Чемерница
Горња Чемерница је насељено мјесто у општини Гвозд, на Кордуну, Сисачко-мославачка жупанија, Република Хрватска.

## Историја

### Други свјетски рат
У току Другог свјетског рата село Чемерница (Горња и Доња) изгубило је 586 становника. Од стране непријатеља убијено је 486 невиних људи, жена и дјеце, 50 је умрло од тифуса, а 22 су жртве рата. У партизанским јединицама погинуло је 26 бораца, а од преживјелих 5 је било носилаца „Партизанске споменице 1941“.
Побијени мјештани били су презимена: Арлов, Бакић, Бекић, Бодловић, Цревар, Ћорић, Демоња, Девић, Драгојевић, Дражић, Дробњак, Еремија, Газибара, Гушић, Гвоздић, Ивковић, Јовановић, Кајганић, Карловчан, Клипа, Комљеновић, Кораћ, Косовац, Крагуљац, Крошњар, Лацковић, Лончар, Мајсторовић, Манојловић, Маринковић, Медак, Милетић, Милићевић, Милојевић, Мишчевић, Мркшић, Новаковић, Обрадовић, Ожеговић, Полимац, Поповић, Пова, Радошевић, Ракас, Ратковић, Релић, Ркман, Соколовић, Станојевић, Сућевић, Тодоровић, Влајисављевић, Воркапић,Вранешевић,Врањешевић,  Врчић, Вујановић и Зимоња — сви Срби.

### Распад СФРЈ
Горња Чемерница се од распада Југославије до августа 1995. године налазила у Републици Српској Крајини.

## Становништво
На попису становништва 2011. године, Горња Чемерница је имала 142 становника.
Према попису становништва из 2001. године Горња Чемерница има 232 становника. Многи становници српске националности напустили су село током операције Олуја 1995. године.

## Попис 1991.
На попису становништва 1991. године, насељено мјесто Горња Чемерница је имало 437 становника, следећег националног састава:
| Попис 1991.‍ | Попис 1991.‍ | Попис 1991.‍ | Попис 1991.‍ | Попис 1991.‍ |
| ----------- | ----------- | ----------- | ----------- | ----------- |
|             |             |             |             |             |
| Срби        | Срби        |             | 426         | 97,48%      |
| Југословени | Југословени |             | 3           | 0,68%       |
| Хрвати      | Хрвати      |             | 2           | 0,45%       |
| Италијани   | Италијани   |             | 1           | 0,22%       |
| Муслимани   | Муслимани   |             | 1           | 0,22%       |
| Црногорци   | Црногорци   |             | 1           | 0,22%       |
| непознато   | непознато   |             | 3           | 0,68%       |
| укупно: 437 |             |             |             |             |

### Аустроугарскипопис 1910.
На попису 1910. године насеље Горња Чемерница је имало 652 становника, а исказана је заједно са насељем Доња Чемерница, општина Топуско (739 ст.), под именом Чемерница, са укупно 1.391 становником следећег националног састава:
- укупно: 1.391
- Срби — 1.350 (97,05%)
- Хрвати — 32 (2,30%)
- Мађари — 8 (0,57%)
- Немци — 1 (0,07%)